# Dotze principis bàsics de l'animació
Els dotze principis de l'animació són una proposta sobre l'animació presentada el 1981 per Ollie Johnston i Frank Thomas, en el seu llibre The Illusion of Life: Disney Animation. Johnston i Thomas, al seu torn, van basar el seu llibre en la feina desenvolupada pels animadors de la dècada de 1930 en la companyia Disney, denominats els "Nine Old Men" (Nou Ancians) i en el seu treball per fer animacions més realistes. El principal objectiu dels principis era produir la il·lusió que els personatges s'atenien a les lleis bàsiques de la física, però també van bregar amb assumptes més abstractes, com el timing emocional i l'atractiu dels personatges (character appeal). El llibre i els seus principis han estat generalment adoptats i s'ha fet referència als mateixos com la «Bíblia de l'animació». En 1999 el llibre va ser votat com a número u dels "millors llibres d'animació de tots els temps" en una enquesta per internet. Encara que originalment es pretenia aplicar-los a l'animació tradicional dibuixada a mà, els principis encara tenen gran rellevància en l'animació per ordinador, que és la que preval en l'actualitat.

## Dotze principis de l'animació
1. Estirar i encongir (esquaix and stretch): l'exageració, la deformació dels cossos flexibles. Serveix per aconseguir un efecte més còmic o bé més dramàtic. L'estirament moltes vegades es relaciona amb la velocitat i la inèrcia.
2. Anticipació: s'anticipen els moviments. Això guia la mirada de l'espectador. Anuncia sorpresa. Es veuran tres passos: anticipació (ens prepara per a l'acció); l'acció en si mateixa i la reacció (recuperació, terme de l'acció).
3. Posada en escena (staging): representació d'una idea. Amb aquest principi traduïm les intencions i l'ambient de l'escena a posicions i accions específiques dels personatges. Posant en escena les posicions claus dels personatges definirem la naturalesa de l'acció. Hi ha diverses tècniques de posada en escena per explicar una història visualment, amagar o revelar el punt d'interès, o les accions en cadena, acció-reacció, són dos exemples.
4. Acció directa i pas a pas: aquestes són en realitat dues tècniques d'animació diferents. En l'acció directa vam crear una acció contínua, pas a pas, fins a concloure una acció impredictible, i en l'acció pas a pas desglossem els moviments en sèries estructurades de poses clau. L'acció directa es distingeix per la fluïdesa del moviment, proporciona un look fresc, solt i informal. Influeix la creativitat. En l'acció pas a pas es desenvolupa un plantejament inicial, és una animació més controlada que ve determinada pel nombre de posis i les poses intermèdies. Es poden barrejar aquestes dues tècniques.
5. Acció continuada i acció superposada (follow through and overlapping action): aquestes dues tècniques ajuden a enriquir i donar detall a l'acció. En elles el moviment continua fins a finalitzar el seu curs. En l'acció continuada, la reacció del personatge després d'una acció ens diu com se sent el personatge. En l'acció superposada, moviments múltiples es barregen, es superposen i influeixen en la posició del personatge. En l'animació 3D s'utilitza molt l'acció continuada, per exemple, en les simulacions dinàmiques de la roba o els cabells.
6. Entrades lentes i sortides lentes (slow in and slow out): accelerar el centre de l'acció mentre que es fan més lents el principi i el final d'aquesta.
7. Arcs: En utilitzar els arcs per animar els moviments del personatge li estarem donant una aparença natural, ja que la majoria de les criatures vivents es mouen en trajectòries corbes, mai en línies perfectament rectes.
8. Acció secundària: petits moviments que complementen a l'acció dominant. Són resultants de l'acció principal. L'acció secundària no ha d'estar més marcada que l'acció principal
9. Timing: dona sentit al moviment. El temps que tarda un personatge a dur a terme una acció. Les interrupcions en els moviments. Aquí es defineix també el pes del model i la sensacions d'escales i mides.
10. Exageració: accentuar una acció. La fa més creïble.
11. Dibuixos sòlids: un modelatge i un sistema d'esquelet sòlid o un dibuix sòlid, com es deia en els anys 30, ajudaran al personatge a cobrar vida. El pes, la profunditat i el balanç simplificaran possibles complicacions en la producció degudes a personatges pobrament modelats. A més, cal posar atenció a les siluetes en alinear els personatges amb la càmera.
12. Personalitat o aparença: això proporciona connexió emocional amb l'espectador. Es tracta de la personalitat del personatge, que sigui coherent amb els seus moviments.